# Malaïa Vichera
Malaïa Vichera (en russe : Малая Вишера) est une ville de l'oblast de Novgorod, en Russie, et le centre administratif du raïon de Malaïa Vichera. Sa population s'élevait à 11 998 habitants en 2013.

## Géographie
Malaïa Vichera se trouve à 65 km au nord-est de Novgorod. La route M10 passe à 40 km à l'ouest de la ville.

## Histoire
L'origine de Malaïa Vichera remonte à 1843, lorsque commença la construction de la voie ferrée Moscou – Saint-Pétersbourg, mise en service en 1851, qui traverse la ville actuelle. La ville tire son nom d'une rivière. Un dépôt ferroviaire fut ouvert en 1860. Malaïa Vichera a le statut de ville depuis 1921.
Pendant la Seconde Guerre mondiale, la ville fut occupée par l'Allemagne nazie du 24 octobre au 20 novembre 1941.

## Population
Recensements (*) ou estimations de la population
| 1885  | 1897* | 1917  | 1920  | 1923* | 1926* |
| ----- | ----- | ----- | ----- | ----- | ----- |
| 4 086 | 4 851 | 7 287 | 7 153 | 6 932 | 9 432 |

| 1937*  | 1939*  | 1943  | 1959*  | 1970*  | 1979*  |
| ------ | ------ | ----- | ------ | ------ | ------ |
| 15 058 | 17 620 | 6 852 | 16 109 | 15 381 | 15 724 |

| 1989*  | 2002*  | 2010*  | 2012   | 2013   | - |
| ------ | ------ | ------ | ------ | ------ | - |
| 15 647 | 14 182 | 12 461 | 12 140 | 11 998 | - |